# Дубрівка Польська
Дубрівка Польська (пол. Dąbrówka Polska) — східна частина мікрорайону Дубрівка міста Сяніка, до 1949 р. — село Дубрівка Польська в Сяніцькому повіті Львівського воєводства, у 1949-1962 рр. — східна частина села Дубрівка.

## Розташування
Лежить при загальнодержавній дорозі № 28 у західній частині міста. З півдня межує з селом Половці, з заходу — з частиною міста, що була раніше селом Дубрівка Русьська, з півночі — з селом Терепча, а зі сходу — з центральною частиною міста.

## Історія
Село з’явилося в XVI ст. і початково називалося Дубрівка Німецька.
У 1880 р. в селі було 44 будинки і 268 мешканців (переважно поляки). Внаслідок будівництва Галицької Трансверсальної залізниці в 1884 р. відкрита станція Дубрівка. 
В 1939 р. в селі було 790 жителів села — 60 українців, 675 поляків, 50 євреїв і 5 німців. Село належало до ґміни Сянік Сяніцького повіту Львівського воєводства. Греко-католики входили до парафії Сянік Сяніцького деканату Апостольської адміністрації Лемківщини.
Після Другої світової війни українське населення було піддане етноциду. Частина переселена на територію СРСР в 1945-1946 рр. Родини, яким вдалось уникнути виселення, в 1947 році під час Операції Вісла були депортовані на понімецькі землі.
19 серпня 1949 р. поріділі села Дубрівка Руська і Дубрівка Польська об’єднані в одне село Дубрівка.
1 січня 1962 р. село Дубрівка було приєднане до міста Сянік.

## Пам’ятки
- Палацово-парковий комплекс панського маєтку Рильських-Тхожніцких.